# 歐起鳴
歐起鳴，四川潼川州（今四川省三台縣）人，明朝政治人物，同進士出身。

## 生平
崇禎元年（1628年），登戊辰科三甲一六三名進士，授黄州府推官，擢升南京福建道試監察御史。